# Szklarzynka
Szklarzynka niem. (Glasewasser)  – górski potok w  południowo-zachodniej Polsce, w woj. dolnośląskim w Sudetach Wschodnich w Masywie Śnieżnika.

## Przebieg i opis
Górski potok, lewobrzeżny dopływ Pławnej o długości 6,8 km. należący do dorzecza Odry i zlewiska Morza Bałtyckiego. Strefa źródliskowa składa się z czterech oddzielnych potoków o tej samej nazwie, których źródła znajdują się na terenie Śnieżnickiego Paruku Krajobrazowego na wysokości powyżej 850 m n.p.m. na zachodnich zboczach Czarnej Góry, Jaworowej Kopy i Przedniej, wznoszących się w Masywie Śnieżnika w grzbiecie odchodzącym od Śnieżnika w kierunku północno-zachodnim. Najdłuższy potok ma najwyżej położone źródła z pozostałych potoków, wypływa z zachodniego zbocza Czarnej Góry z wysokości około 1 125 m n.p.m. W górnym biegu potok spływa stromą, płytko wciętą i zalesioną doliną w kierunku zachodnim. Na wysokości około 850 m n.p.m. łączy się z prawobrzeżnym potokiem o tej samej nazwie, którego źródła położone są na zachodnim zboczu Czarnej Góry poniżej Drogi Izabeli na wysokości około 960 m n.p.m., dalej potok płynie w kierunku południowo-zachodnim stromą, głęboko wciętą doliną, porośniętą lasem świerkowym. Na wysokości około 720 m n.p.m. potok łączy się z lewobrzeżnym potokiem o tej samej nazwie, którego źródła położone są na wysokości około 940 m n.p.m. na zachodnim zboczu Jaworowej Kopy poniżej Drogi Izabeli. Po połączeniu potok płynie na zachód w kierunku miejscowości Szklary. Na terenie wsi na wysokości ok. 610 m n.p.m. łączy się z prawobrzeżnym potokiem o tej samej nazwie, którego źródła położone są na wysokości około 850 m n.p.m. zachodnim zboczu Przedniej. Dalej potok płynie w kierunku zachodnim  wzdłuż lokalnej drogi zalesioną wąską doliną głęboko wciętą między wzniesienia Trzy Kopki po północnej stronie i Igliczną po południowej stronie. Na wysokości 540 m n.p.m. przy pierwszych zabudowaniach Marianówki, potok opuszcza Śnieżnicki Park Krajobrazowy i skręcając w kierunku północno-zachodnim wpływa na Wysoczyznę Idzikowa, gdzie płynie wśród łąk i pól uprawnych w kierunku Idzikowa do ujścia. Na terenie Idzikowa na wysokości około 415 m n.p.m. potok łączy się z rzeką Biała Woda tworząc rzekę Pławna. Zasadniczy kierunek biegu potoku jest zachodni, w dolnym biegu potoku położona jest miejscowość Idzików. Jest to potok górski zbierający wody z zachodnich zboczy czarnej Góry i Jaworowej Kopy oraz z północnego zbocza Iglicznej. Potok na całej długości jest nieuregulowany o bardzo wartkim prądzie wody. Potok charakteryzuje się nie wyrównanym spadkiem i zmiennymi wodostanami, średni spad wynosi 104 promile.

## Dopływy
Dopływy Szklarzynki to kilka niewielkich krótkich bezimiennych potoków.

## Miejscowości nad Szklarzynką
- Marianówka
- Idzików[1]